# John Galliano
Juan Carlos Antonio Galliano-Guillen, detto John Galliano (Gibilterra, 28 novembre 1960), è uno stilista inglese con cittadinanza spagnola.
È noto principalmente per la sua collaborazione con il marchio Christian Dior (1996-2011), oltre alla direzione creativa di Maison Margiela, dal 2014 al 2024.
È considerato uno dei più grandi stilisti di tutti i tempi.

## Biografia
John Galliano è nato a Gibilterra da genitori spagnoli, Juan, idraulico, e Anita Galliano. Da bambino si trasferisce a Londra e frequenta la Wilson's School a Wellington. Nel 1983 si laurea in design della moda al Central Saint Martins College of Art and Design con una collezione ispirata alla Rivoluzione francese chiamata Les Incroyables, che riceve critiche positive e viene interamente comprata e venduta nella boutique londinese Browns. L'anno successivo lancia il proprio marchio, sotto il proprio nome e comincia la sua carriera vera e propria come stilista. Viene premiato come Stilista Britannico dell'Anno nel 1987, 1994 e 1995. Nel 1997 condivide il premio con Alexander McQueen, suo successore da Givenchy.

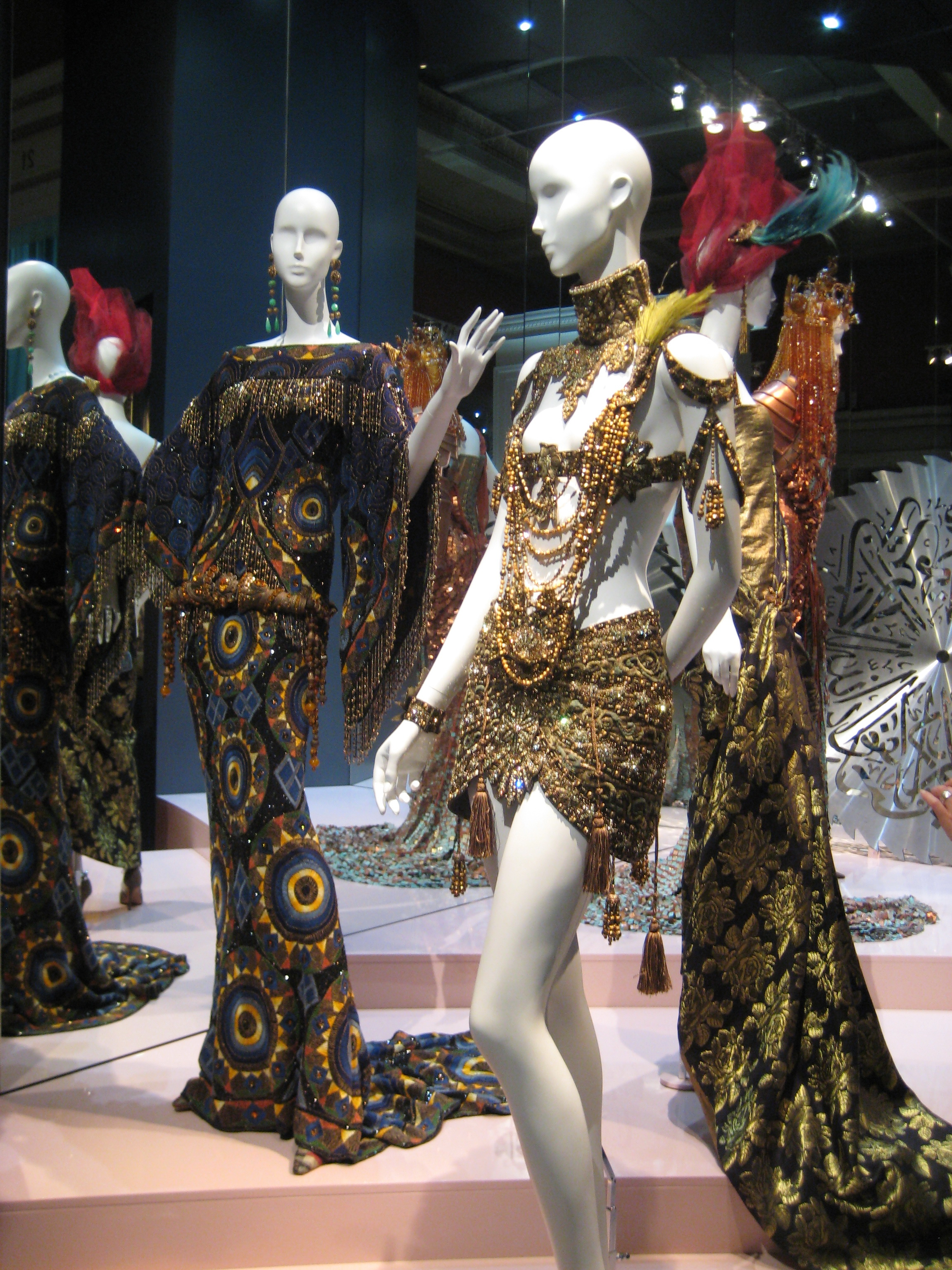
Abiti di John Galliano

Negli anni '90, Galliano si trasferisce a Parigi, in cerca di apporti finanziari e una forte clientela di base. Nel 1995 entra a far parte del marchio Givenchy, grazie al magnate dei beni di lusso LVMH, Bernard Arnault. Galliano diventa così il primo stilista britannico ad essere a capo di una casa di moda francese. Meno di due anni dopo, il 14 ottobre 1996, LVMH assegna Galliano a Dior. La sua prima sfilata per la maison Dior coincide con l'anniversario dei 50 anni del marchio, il 20 gennaio 1997.
È stato spesso citato per aver posizionato il suo amore per il teatro e per la femminilità al centro delle sue creazioni. "Il mio ruolo è quello di sedurre", ha detto. Si è riferito a Charlize Theron come sua musa e crea costantemente capi unici per lei per eventi come ad esempio gli Oscar 2006 e i Golden Globe 2005.
Charlize Theron è inoltre testimonial della campagna per il famosissimo profumo J'adore, mentre Natalie Portman figura nella campagna per il profumo Miss Dior Chérie, per la regia di Sofia Coppola.
Un'altra celebrità legata al marchio è Kate Moss, che fotografata da Nick Knight fa parte della campagna pret-à-porter. Céline Dion, Cate Blanchett e Nicole Kidman hanno inoltre indossato creazioni disegnate da Galliano in occasione degli Oscar nel corso degli anni. Attualmente, Galliano produce collezioni di pret-à-porter, di accessori e di haute couture ogni anno per la maison Dior e una collezione a metà stagione per il suo marchio Galliano. Una delle ultime novità firmata dallo stilista è il profumo Midnight Poison per Dior. Ispirato alla sua nuova musa, la modella e attrice francese Eva Green, per la quale ha creato un abito interamente tempestato di swarovski, indossato alla presentazione della fragranza e che l'attrice indossa anche nel mistico spot televisivo.
L'estro creativo dello stilista ha permesso un nuovo rilancio per la maison Dior che è una delle case di moda più apprezzate al mondo non solo nel campo della moda (femminile, maschile e per bambini) ma anche nel campo cosmetico (profumi, maquillage ecc.) e nel campo della gioielleria. Un dato importante è il fatturato: nel 2006, ad esempio, LVMH ha annunciato che Dior ha aumentato il fatturato di 3,5 miliardi, cioè il 15% in più rispetto ai dati raccolti nel 2004.
Il 6 ottobre 2014 viene chiamato da Renzo Rosso, presidente del gruppo OTB, alla direzione creativa della Maison Martin Margiela da alcuni anni nel portafoglio del patron fondatore di Diesel. John Galliano è sempre stato molto amato tra le star di Hollywood e della moda, tanto che la top model Kate Moss lo ha scelto come stilista per il suo matrimonio, facendosi realizzare un abito vintage che ricorda gli anni '20. 

## Controversie
Il 25 febbraio 2011 è stato arrestato in stato di ebbrezza a Parigi per comportamento violento verso una coppia e insulti antisemiti.
Il 2 marzo 2011 viene avviata la procedura di licenziamento da parte di Dior a causa di un video circolante in rete in cui lo stilista, visibilmente ubriaco, inneggia ad Adolf Hitler.
Lo stilista è stato sostituito dal suo braccio destro Bill Gaytten fino ad aprile 2012 quando Raf Simons prese il suo posto da Dior

## Vita privata
Galliano è noto per il rigore nell'esercizio fisico. Si alza la mattina molto presto e fa sessioni di 40 minuti di aerobica ed altri tipi di esercizi. Ha dichiarato che aiuta la mente a rilassarsi e ad avere più energia.
Ha avuto una lunga relazione con lo stilista John Flett, suo collega di studio alla Central St Martins, che Galliano definì la sua "anima gemella". È legato sentimentalmente ad Alexis Roche, consulente di stile.